# Amazon Games
Amazon Games (do 2020 Amazon Game Studios) – amerykański producent gier komputerowych i oddział internetowej sprzedaży detalicznej Amazona.

## Historia
W 2011 Amazon otworzył Amazon Appstore i zaczął zatrudniać deweloperów do mobilnych gier społecznościowych. W 2012 Amazon Games wydało Living Classics, grę społecznościową dla Facebooka.
W 2014 Amazon ogłosił, że zacznie produkować gry komputerowe. Amazon zatrudnił Kimę Swift (pracowała m.in. przy Portal, odeszła wtedy od EA), Clinta Hockinga (Far Cry 2) i osoby, które wcześniej pracowały nad System Shock 2. Amazon miał na celu tworzyć gry casualowe i AAA pomiędzy standardami branżowymi małych i dużych firm. Amazon Games chciało stworzyć zespoły od pięciu do trzydziestu osób, które mogłyby pracować nad grami od roku do 18 miesięcy, zwracając uwagę na „kreatywność” i „kunszt”, bez względu na to, dla jakiej grupy wiekowej wybrali gatunek. Wiceprezes studia, Mike Frazzini, chciał stworzyć projekty jak Minecraft, The Walking Dead czy The Room. Studio także chciało, aby deweloperzy wpłynęli na rozwój ich sprzętu – usług w chmurze czy urządzeń Amazona. Na przykład mogą przenieść przetwarzanie do usług chmurowych Amazona, zaś Amazon Fire TV ma rozszerzoną pamięć dzięki feedbacku twórców. Wielu pracowników odeszło w ciągu roku od założenia firmy. Amazon Games wydało też wiele gier mobilnych, m.in. horror Lost Within.
W 2016 w sierpniowym TwitchConie, po dwóch latach od zapowiedzi, studio ogłosiło trzy pierwsze gry: Breakaway, Crucible i New World. Breakaway był drużynową grą gatunku brawler, w której dwie drużyny z czterech walczyły o dostarczenie piłki do bramki przeciwników. Została zaprojektowana z myślą o integrację z Twitchem, usługę streamingową zakupioną przez Amazona w 2014. Amazon Games ogłosiło anulowanie projektu Breakaway w marcu 2018. Crucible był grą hero-shooter dla dwunastu osób, w której gracze zawierali sojusze, by zostać ostatnim ocalałym. Dodatkowy gracz mógł pokierować rozgrywką, pozwalając widzom wejść w interakcję z elementami gry. New World jest sandboxową grą MMO z nadprzyrodzonym motywem kolonialnej Ameryki. Gracze będą mogli tworzyć osady, walczyć ze sobą i z potworami. Crucible wydano 20 maja 2020, jednak 9 listopada tego samego roku serwery zostały wyłączone. New World wydano w 2021.
W sierpniu 2018, Christoph Hartman, współzałożyciel 2K Games – oddział Take-Two Interactive – został nowym wiceprezesem Amazon Games zastępując Mike’a Frazziniego.
Przedsiębiorstwo posiada trzy studia – w San Diego, Seattle i Hrabstwie Orange.
W czerwcu 2019, podczas tygodnia targów E3 ogłoszono, że w firmie doszło do zwolnień. Nie wiadomo dokładnie, ile osób zwolniono. Mimo to „wiele” niezapowiedzianych jeszcze projektów zostało anulowanych.
Od połowy 2019 Amazon Games rozpoczęło produkcję z chińską firmą Leyou nad grą MMO Lords of the Ring. Jednakże, w kwietniu 2021, po zakupie Leyou przez korporację Tencent w grudniu 2020, spory umowne między Amazonem a firmą Tencent doprowadziły do przerwania dalszej produkcji nad grą.
W marcu 2021, Amazon otworzyło nowe studio w Montreal, składające się z członków Ubisoft Montréal, którzy pracowali nad Rainbow Six: Siege – Luc Bouchard, Xavier Marquis, Alexandre Remy i Romain Rimokh.

## Gry
| Rok       | Tytuł                       | Producent                                 | Platforma                                   |
| --------- | --------------------------- | ----------------------------------------- | ------------------------------------------- |
| 2010      | Airport Mania: First Flight | Reflexive Entertainment, South Wind Games | Amazon Appstore                             |
| 2011      | Airport Mania 2: Wild Trips | Reflexive Entertainment, South Wind Games | Amazon Appstore                             |
| 2012      | Air Patriots                | Reflexive Entertainment                   | Amazon Appstore                             |
| 2012      | Simplz: Zoo                 | Reflexive Entertainment                   | Amazon Appstore                             |
| 2012      | Lucky’s Escape              | Reflexive Entertainment                   | Amazon Appstore                             |
| 2012      | Living Classics             | Amazon Games                              | Facebook                                    |
| 2014      | To-Fu Fury                  | Amazon Games                              | Amazon Appstore, iOS App Store              |
| 2014      | Tales From Deep Space       | Amazon Games                              | Amazon Appstore                             |
| 2014      | Sev Zero                    | Amazon Games                              | Amazon Appstore, Google Play, iOS App Store |
| 2015      | Lost Within                 | Amazon Games                              | Amazon Appstore, iOS App Store              |
| 2015      | Til Morning’s Light         | Amazon Games, WayForward                  | Amazon Appstore                             |
| 2018      | Dragon’s Lair               | Amazon Game Studios Seattle               | Twitch Extension                            |
| 2019      | The Grand Tour Game         | Amazon Game Studios Seattle               | PlayStation 4, Xbox One                     |
| 2021      | New World                   | Amazon Game Studios Orange County         | Windows                                     |
| 2022      | Lost Ark                    | Smilegate RPG                             | Windows                                     |
| Anulowane |                             |                                           |                                             |
| anulowana | Nova                        | Amazon Game Studios                       |                                             |
| anulowana | Intensity                   | Amazon Game Studios                       |                                             |
| anulowana | Breakaway                   | Amazon Game Studios Orange County         |                                             |
| anulowana | Crucible                    | Relentless Studios                        | Windows                                     |
| anulowana | Lord of the Rings MMO       | Amazon Game Studios                       |                                             |